# Armas ligeras

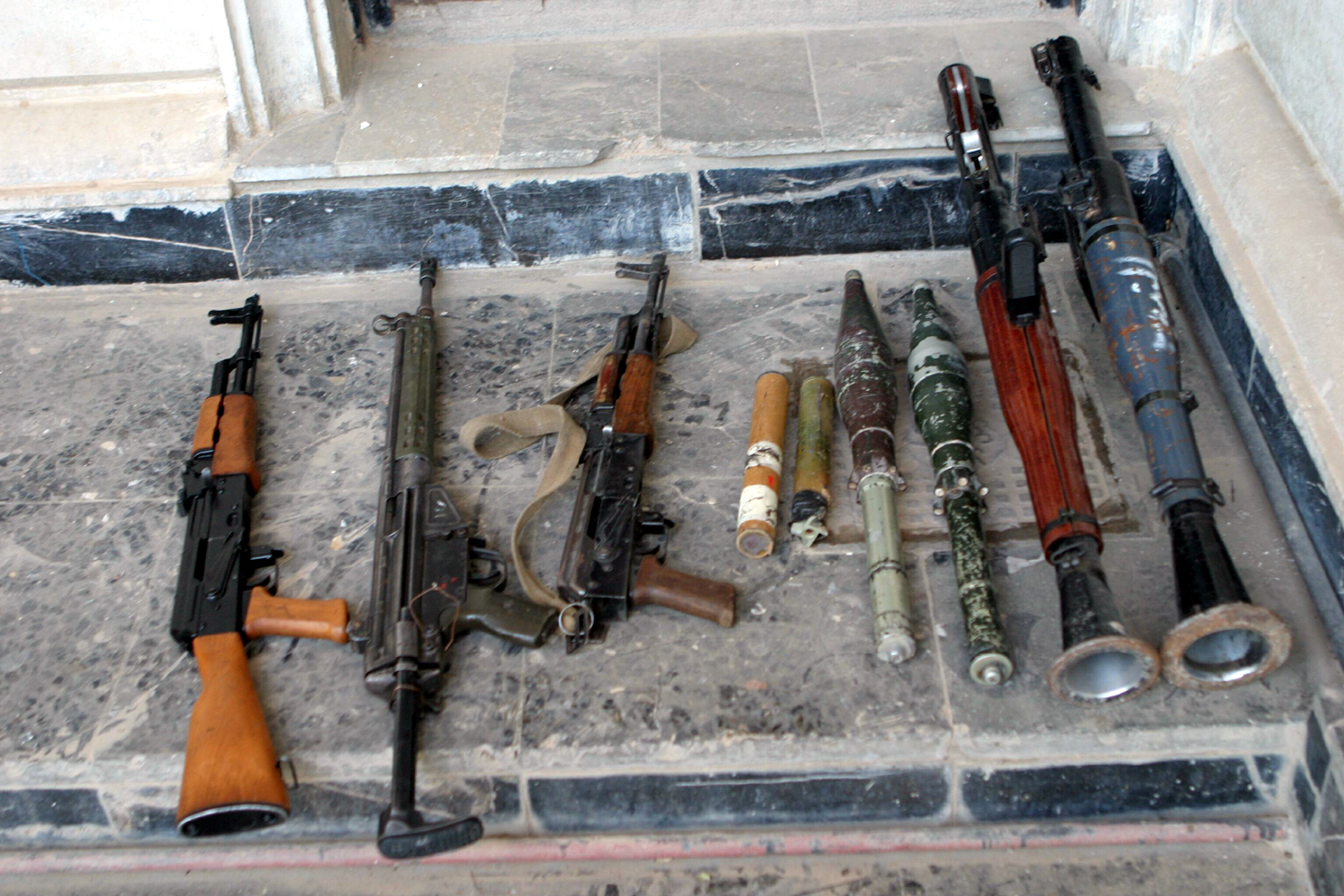
Armas ligeras capturadas en Faluya, Irak por los "Marines" estadounidenses en 2004.

Las armas ligeras incluyen pequeñas armas de infantería, tales como armas de fuego y armas explosivas menores, que pueden ser llevadas por un soldado. Por lo general el término se aplica a revólveres, pistolas, subfusiles, escopetas, carabinas, fusiles de cerrojo, fusiles de asalto, fusiles automáticos, ametralladoras ligeras, ametralladoras de propósito general, ametralladoras medias, y granadas de mano. Sin embargo, puede también incluir ametralladoras pesadas, así como morteros ligeros, cañones sin retroceso y algunos lanzadores de cohetes.
También incluye armas algo más pesadas como ametralladoras pesadas, lanzagranadas, armas portátiles antitanques y antiaéreos, lanzamisiles, cañones sin retroceso, y morteros de calibres inferiores a 100 mm (3,9 pulgadas). Este último grupo de armas por lo general requiere de una pequeña dotación de dos o más individuos para portarlas y operarlas, lanzar los proyectiles explosivos o ambas operaciones. En el ejército estadounidense, el término armas pequeñas (small arms) se refiere a dispositivos con calibres inferiores a 20 mm. Si bien no existe una definición para uso civil en Estados Unidos, dado que toda arma de fuego que utiliza proyectiles con un calibre mayor a 12,7 mm (0.50) de diámetro es considerado un «dispositivo destructivo (Sección 18 del Código US 921), cualquier arma de calibre 12,7 mm o menor sería considerada un «arma ligera».
Nota: la regla no se aplica a escopetas, mosquetes o fusiles de avancarga, muchos de los cuales tienen un calibre mayor a 12,7 mm.